# Azuébar
Azuébar è un comune spagnolo di 327 abitanti situato nella comunità autonoma Valenciana.

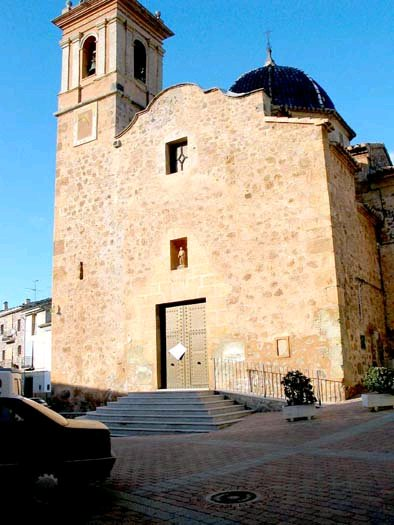
Parrocchiale di San Matteo